# Sorbus megalocarpa
Sorbus megalocarpa är en rosväxtart som beskrevs av Alfred Rehder. Sorbus megalocarpa ingår i släktet oxlar, och familjen rosväxter. Utöver nominatformen finns också underarten S. m. cuneata.